# Verlosserkerk (Warschau)
De Kerk van de Heilige Verlosser (Pools: Kościół Najświętszego Zbawiciela) is een rooms-katholiek kerkgebouw in Śródmieście, een stadsdeel van Warschau.  

## Geschiedenis
Nadat de bouwgrond in 1900 was aangekocht begon men een jaar later met de bouw  van de Verlosserkerk. In 1903 was de kerk reeds gedeeltelijk geopend voor gelovigen en nog eens vier jaar later werd de kerk geheel in gebruik genomen. Door tussenkomst van de Eerste Wereldoorlog duurde het tot 1927 eer de plechtige wijding plaats kon vinden door bisschop Stanisław Gall. 
Tijdens de Tweede Wereldoorlog werd de kerk zwaar beschadigd. In 1939 werd de kerk tijdens de bombardementen op Warschau geraakt. De westelijke toren en het dak van de kerk werden verwoest. Maar de grootste schade liep de kerk op in 1944, toen na mislukken van de opstand van Warschau de Duitsers begonnen met de systematische vernietiging van huizen en kerken in Warschau en ook de Verlosserkerk opbliezen.
Na de oorlog werd al snel begonnen met de reconstructie en in 1948 kon de kerk weer worden opengesteld voor de gelovigen. Pas in 1955 werd de toestemming verkregen van de communistische autoriteiten om de torens te herbouwen. Bij de wederopbouw van de omgeving werden er door de communisten stedebouwkundige maatregelen genomen om de kerk in het stadspanorama minder te doen opvallen.

## Architectuur
Het gebouw betreft een driebeukige basiliek met een koepel over het transept. De voorgevel, met uitzicht op het plein, is voorzien van twee slanke torens en monumentale beelden van de heilige apostelen Petrus en Paulus.